# Лютка дикая
Лютка дикая, или лютка-иноземка (лат. Lestes barbarus) — вид стрекоз рода Lestes из семейства Лютки (Lestidae). Палеарктика. Включён в Международную Красную книгу МСОП. Красная книга Кабардино-Балкарской Республики.

## Описание
Длина тела — до 45 мм, размах крыльев до 35 мм. Птеростигма двуцветная. Стрекозы с тонким удлинённым телом, металлически блестящие. В покое держат крылья открытыми. Маска у личинок ложковидная. Летают с июля по сентябрь. Личинки и взрослые стрекозы хищники. Связаны с мелкими и временными или пересыхающими водоёмами.

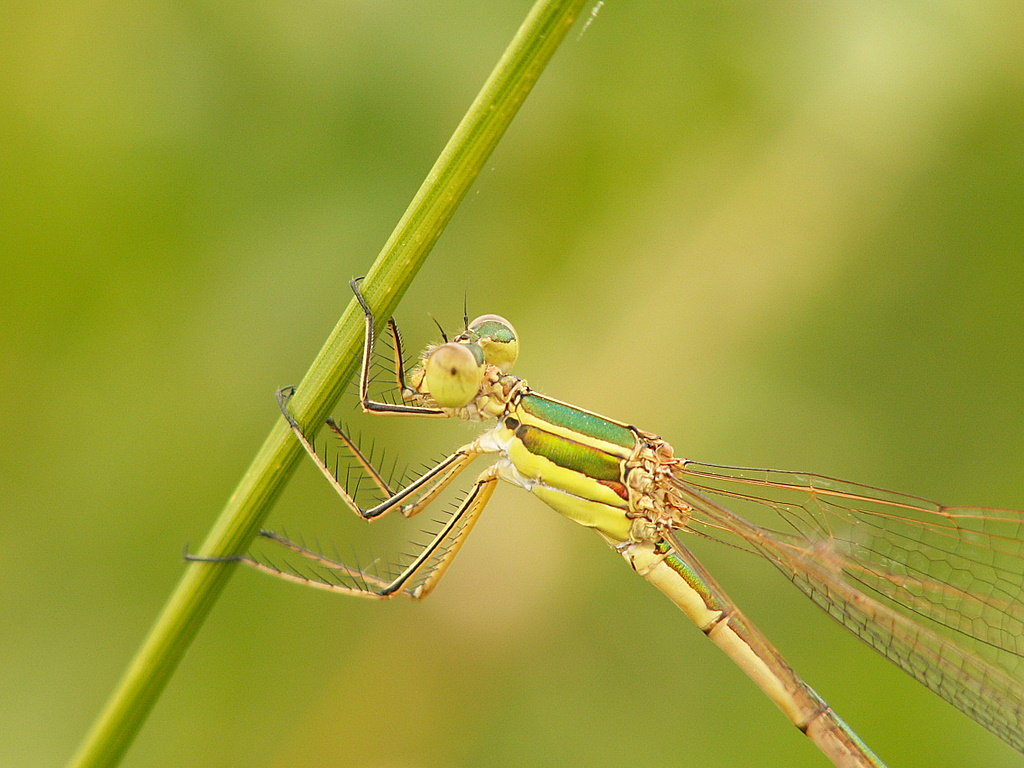
Самка
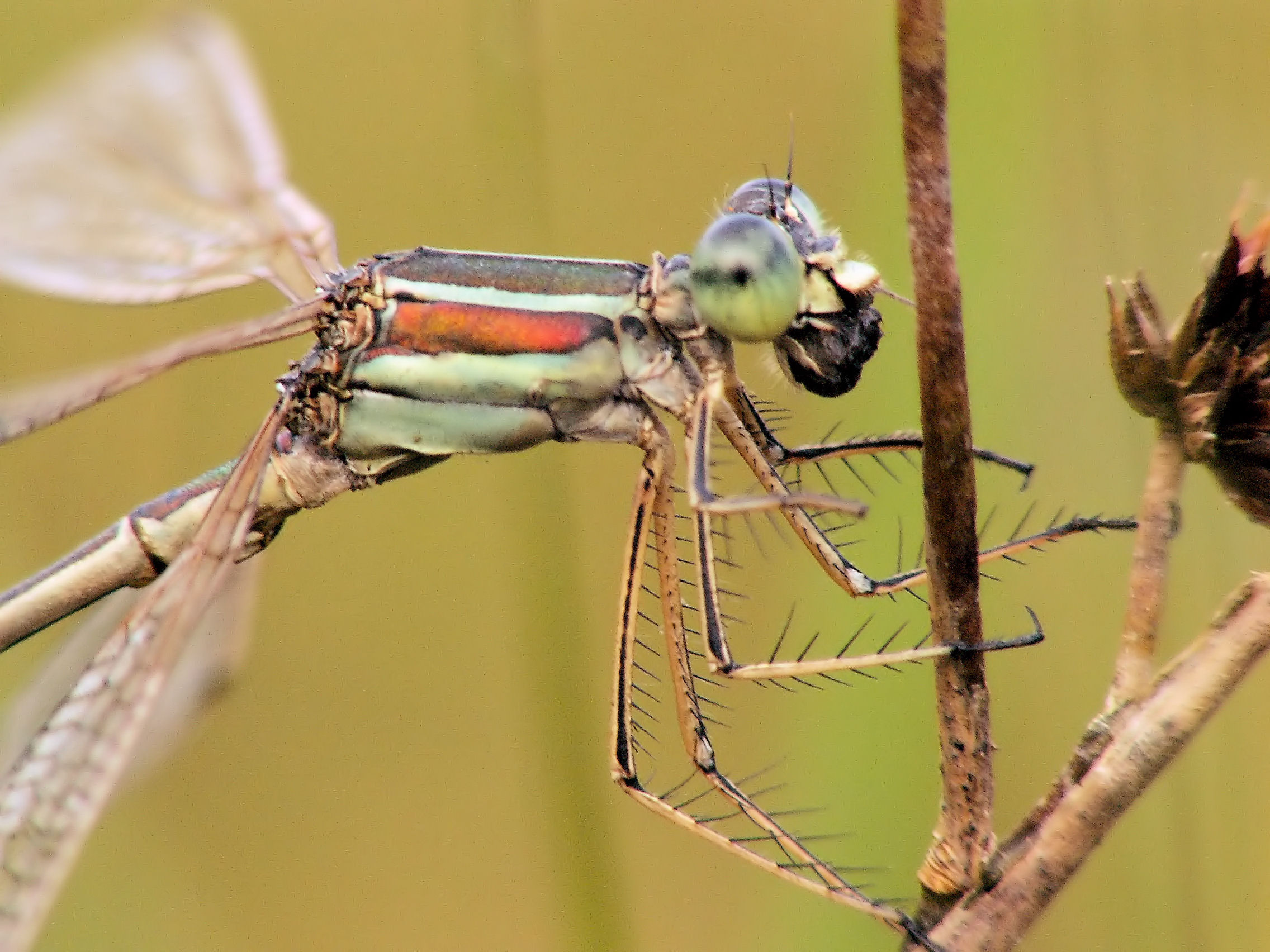
Самец крупным планом
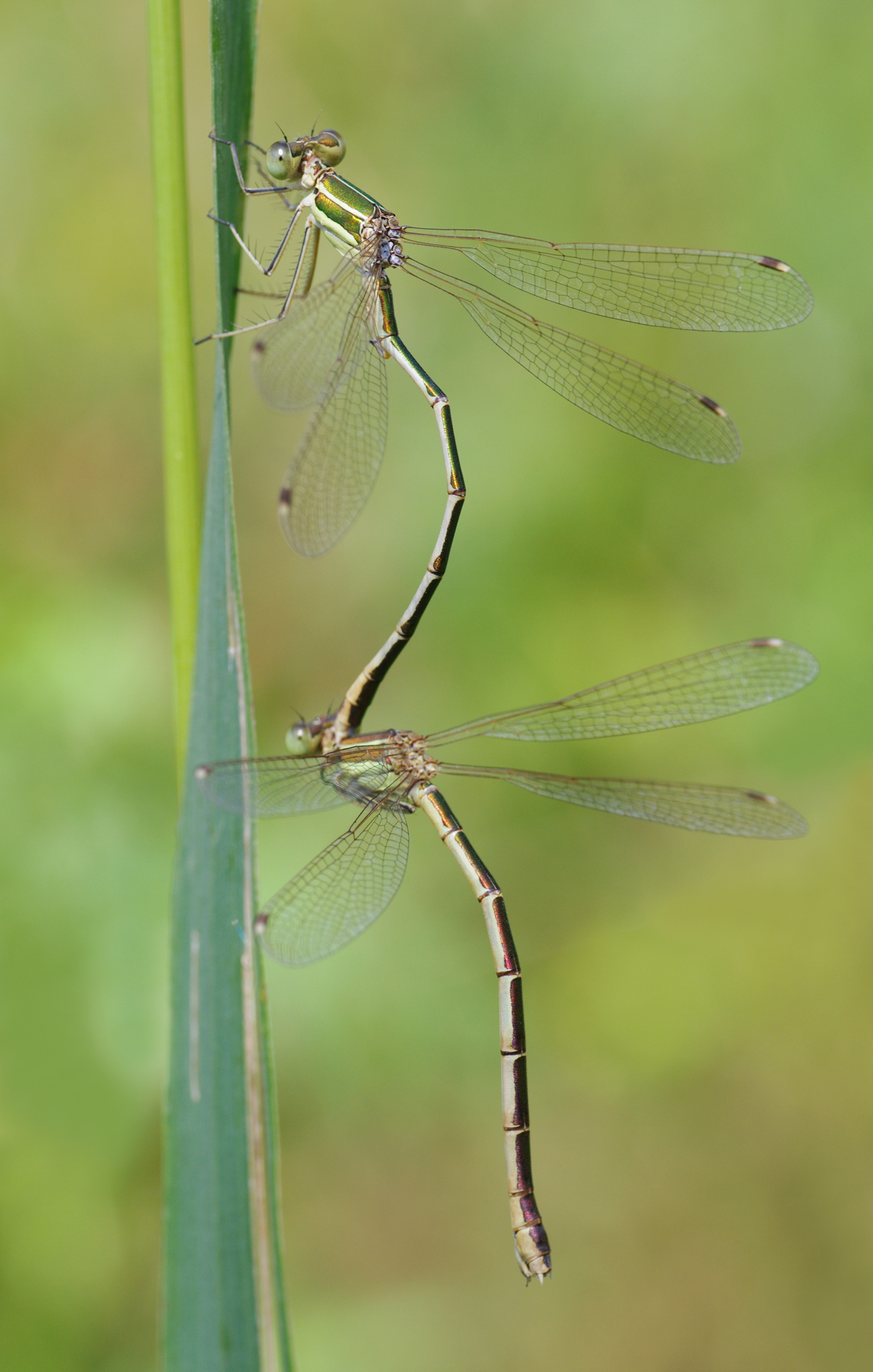
Спаривание